# Лани (Нижньосілезьке воєводство)
Лани (пол. Łany) — село в Польщі, у гміні Черниця Вроцлавського повіту Нижньосілезького воєводства.
Населення — 179 осіб (2011).
У 1975-1998 роках село належало до Вроцлавського воєводства.

## Демографія
Демографічна структура станом на 31 березня 2011 року:
|          | Загалом | Допрацездатний вік | Працездатний вік | Постпрацездатний вік |
| -------- | ------- | ------------------ | ---------------- | -------------------- |
| Чоловіки | 95      | 22                 | 65               | 8                    |
| Жінки    | 84      | 12                 | 60               | 12                   |
| Разом    | 179     | 34                 | 125              | 20                   |